# Paul Leroy-Beaulieu
Pour les autres membres de la famille, voir Famille Leroy-Beaulieu.
Pierre Paul Leroy-Beaulieu,, né à Saumur le 9 décembre 1843 et mort à Paris le 9 décembre 1916, est un économiste et essayiste français.

## Biographie

### Jeunesse et études
Paul Leroy-Beaulieu est issu d'une famille de parlementaires et d'orléanistes. Son père, Pierre Leroy-Beaulieu, est un avocat et homme politique ; préfet du Lot, il avait été plusieurs années député du Calvados. Son grand-père, François Leroy, avait lui-même été député du Calvados sous la monarchie constitutionnelle française. Son frère, Anatole Leroy-Beaulieu, est historien.
Paul Leroy-Beaulieu fait ses études au lycée Bonaparte à Paris, et reçoit divers prix au Concours général. Il obtient une licence de droit à l'université de Paris, et poursuit ses études à Bonn et à Berlin. De retour en France, il se consacre à l'étude de l'économie.
Il se marie le 3 mai 1870 avec Cordélia Chevalier (1848-1913), fille de Michel Chevalier. C'est via son épouse qu'il est lié au Rouergue, et il devient président du conseil d'administration de l'entreprise de roquefort Société de 1901 à 1916. Le député Pierre Leroy-Beaulieu est leur fils.

### Parcours professoral
En 1870, il remporte un prix de l'Institut avec un mémoire sur le Système colonial des peuples modernes, qu'il augmente et publie en 1874 sous le titre De la colonisation chez les peuples modernes. Avec cet ouvrage, Leroy-Beaulieu devient l'un des porte-parole de la colonisation, inspirant les discours de Jules Ferry, et invitant la Troisième République à une nouvelle expansion coloniale.

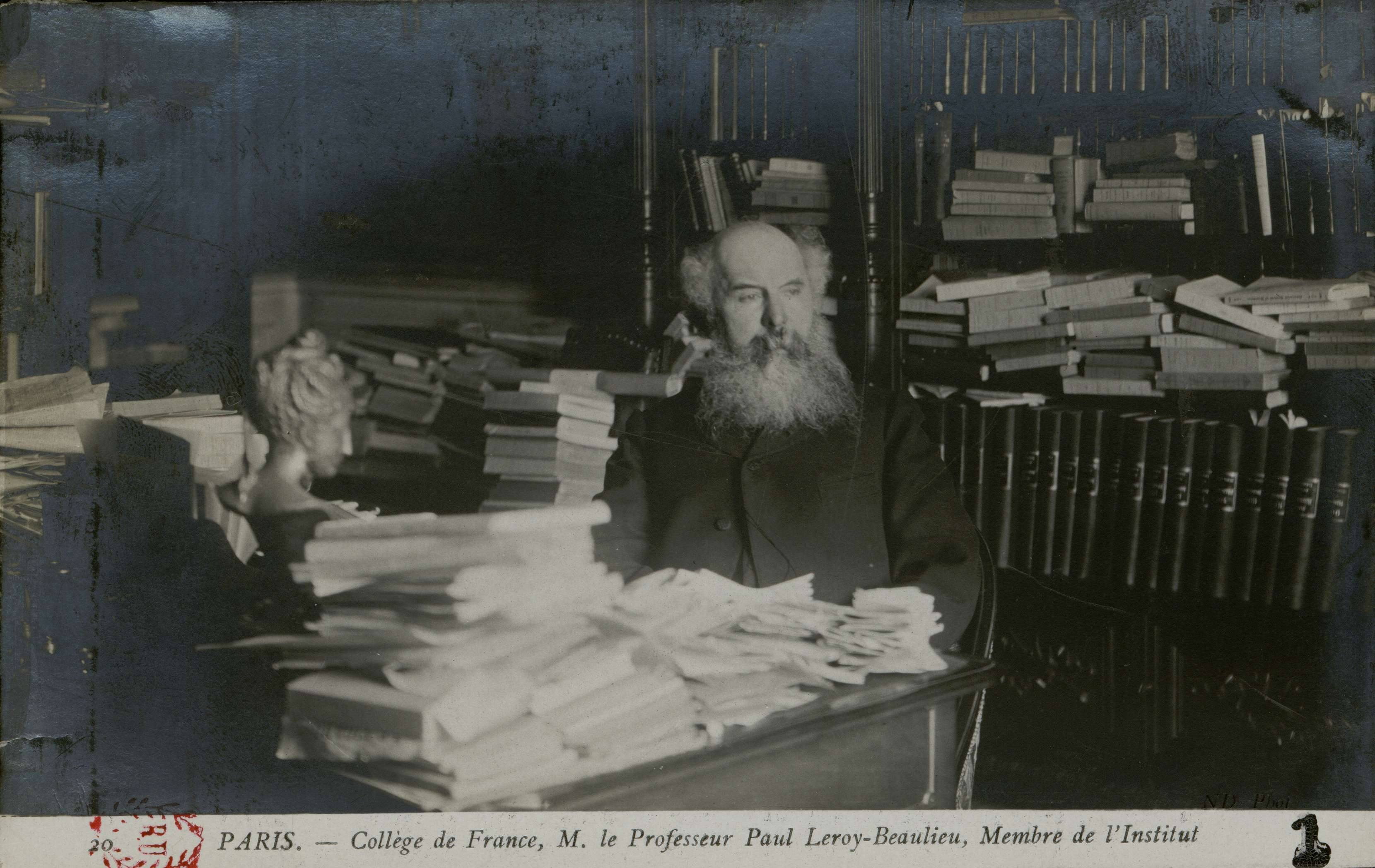
Collège de France. M. le professeur Leroy-Beaulieu, membre de l'Institut (Bibliothèque de la Sorbonne, NuBIS)

Il reprend en 1873 le titre L'Économiste français fondé par Jules Duval.
Il est recruté dès 1872, à l'ouverture de l'École libre des sciences politiques, par Émile Boutmy. De 1879 à 1881, il est titulaire de la chaire de science financière.
En 1878, il succède à son beau-père Michel Chevalier à la chaire d'économie politique du Collège de France et il est élu membre de l'Académie des sciences morales et politiques. Il fut également membre de la Fédération nationale des Jaunes de France. Membre de la Société d'économie politique, il est élu vice-président en 1893 puis président en 1911.
Il propage des idées xénophobes à l'encontre des travailleurs immigrés italiens dans le contexte des Vêpres marseillaises.

### Parcours professionnel
Il crée une association de porteurs de parts de mines d'or d'Afrique du Sud qui intervient dans le débat au moment de la guerre des Boers.

## Travaux
Représentant d'une nouvelle génération d'économistes, il devient chef de file des économistes libéraux. Il publie un certain nombre d'études sur les salaires ouvriers, l'administration locale en France et en Angleterre, et le travail des femmes employées dans les travaux d'industries.
Il devient par ailleurs une tête de Turc de l'humoriste Alphonse Allais, qui ne se prive pas de lui attribuer d'énormes sophismes économiques, en particulier dans le domaine du protectionnisme :
« Paul Leroy-Beaulieu, un garçon remarquablement intelligent, est d'avis qu'on mette un gros impôt sur les produits agricoles étrangers. Les campagnards français pourraient alors augmenter leurs prix de vente et, d'après le savant économiste, leurs bénéfices s'accroîtraient d'autant. Le pain à vingt sous la livre, voilà l'idéal de P. L.-B. ! ».

## Principales publications

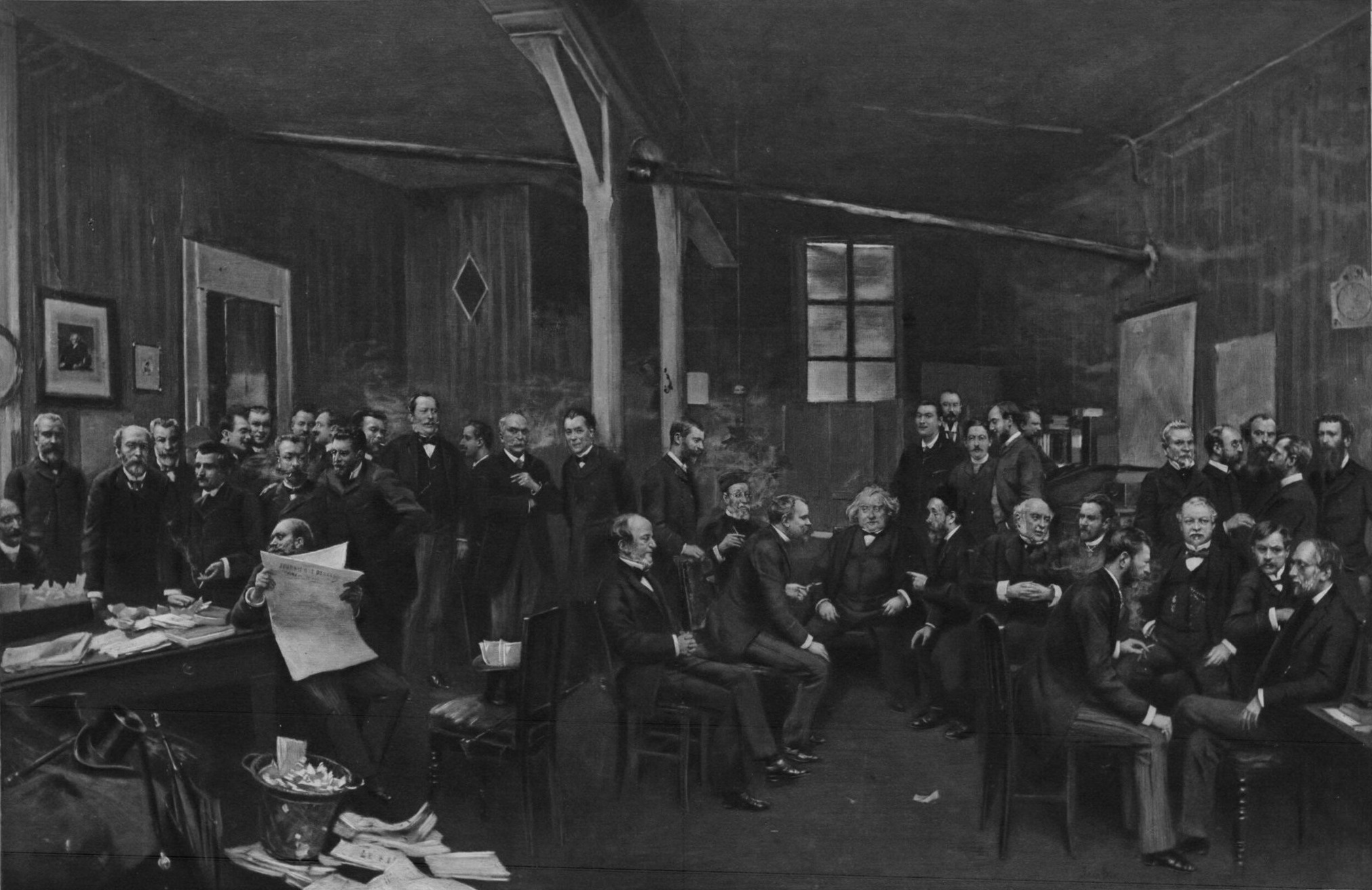
Salle de rédaction du Journal des débats en 1889.

- De l'État moral et intellectuel des populations ouvrières et de son influence sur le taux des salaires (1868).
- Les Guerres contemporaines (1853-1866), recherches statistiques sur les pertes d'hommes et de capitaux (1868).
- L'Administration locale en France et en Angleterre (1872).
- La Question ouvrière au XIXe siècle (1872).
- Le Travail des femmes au XIXe siècle (1873) Texte en ligne [PDF].
- De la colonisation chez les peuples modernes (1874) Réédition de 1882 et de 1883 disponibles sur Gallica.
- Traité de la science des finances (2 volumes, 1877) Texte en ligne 1 2 [PDF].
- Essai sur la répartition des richesses et sur la tendance à une moindre inégalité des conditions (1881) Texte en ligne [PDF].
- Le Collectivisme, examen critique du nouveau socialisme (1884) Texte en ligne [PDF].
- L'Algérie et la Tunisie (1887) Texte en ligne [PDF].
- Précis d'économie politique (1888).
- Des causes qui influent sur le taux de l'intérêt et des conséquences de la baisse du taux de l'intérêt, mémoires lus dans les séances des 6 et 20 novembre 1886 (1888) Texte en ligne [PDF].
- L'État moderne et ses fonctions (1890) Texte en ligne [PDF].
- Traité théorique et pratique d'économie politique (4 volumes, 1896 ; 2 volumes, 1914) Texte en ligne 1 2 [PDF].
- Le Sahara, le Soudan et les chemins de fer transsahariens (1904).
- L'Art de placer et gérer sa fortune (1905).
- La Question de la population (Éd. Félix Alcan, coll. « Nouvelle collection scientifique », 1913) .Texte en ligne [PDF].
- La Guerre de 1914 vue en son cours chaque semaine  (1916).